# Fumiyo Kōno
Fumiyo Kōno (japanska: こうの 史代?, Kōno Fumiyo), född 28 september 1968 i Hiroshima, är en japansk serieskapare. Hon är bland annat känd för Yūnagi no machi, sakura no kuni och Kono sekai no katasumi ni. Den senare bearbetades 2016 till en uppmärksammad animerad långfilm i regi av Sunao Katabuchi. Hennes namn romaniseras ofta som Fumiyo Kouno.

## Biografi

### Bakgrund och produktion
Kōno föddes 1968 i Hiroshima. Hon började teckna manga under tiden hon studerade på motsvarande högstadiet. Hon hävdar att hon började teckna manga själv eftersom hennes föräldrar inte ville köpa manga åt henne. Kōno studerade  vid Hiroshimas universitet och flyttade därefter till Tokyo, där hon började som mangaassistent till Katsuyuki Toda, Aki Morino och Fumiko Tanigawa.
Kōno debuterade som professionell serieskapare med egna verk 1995, med serien Machikado hana da yori. Hon menar att Osamu Tezuka och Fujiko Fujio tillhörde hennes tidiga inspirationskällor men att hon därefter påverkats mer av Sanpei Shiratos litterära stil. På senare år har hon influerats av den mångkunnige och ombytlige Yu Takita. Kōno tog 2001 examen i humaniora vid Hōsō Daigaku (en högskola för distansundervisning).
Funiyo Kōno är även verksam som illustratör.

### Betydelse och översättningar
Fumiyo Kōnos serier har i första hand publicerats i tidningar och album av förlaget Futabasha. Bland hennes mest mer kända verk finns Yūnagi no machi, sakura no kuni och Kono sekai no katasumi ni; båda har översatts till franska och/eller engelska och den sistnämnda blev 2016 föremål för en uppmärksammad filmatisering i regi av Sunao Katabuchi (engelskspråkig titel: In This Corner of the World).

## Utmärkelser
- 2004 års Japan Media Arts Festivals Grand Prize (sektionen manga) för Yūnagi no machi, sakura no kuni[2]
- 2005 års Osamu Tezukas kulturpris "Creative Award" för Yūnagi no machi, sakura no kuni[1]
- 2009 års Japan Media Arts Festival "Excellence Prize" (sektionen manga) för Kono sekai no katasumi ni[20]